# Pijovci
Pijovci – wieś w Słowenii, w gminie Šmarje pri Jelšah. W 2018 roku liczyła 139 mieszkańców.